# Гоноженко Ольга Калістратівна
Ольга Калістратівна Гоноженко (1914 — ?) — радянська колгоспниця, ланкова колгоспу імені Першого Травня Талди-Курганської області Казахської РСР. Герой Соціалістичної Праці (1948). Лауреат Сталінської премії (1950).

## Біографія
Народилася в 1914 році в Дашеві (нині Вінницька область). З 1931 року працювала кухарем у Стародашівській початковій школі.
У 1940 році переїхала у Талди-Курганську область КРСР, де стала працювати ланковою в сільськогосподарській артілі «Перше Травня» Талди-Курганського району. У 1944 році вступила до ВКП(б).
У 1945 році ланка Ольги Гоноженко зібрала 460 центнерів цукрових буряків з гектара при плані 165 центнерів і 24 центнери пшениці з гектара при плані 12 центнерів, в 1946 році — 480 центнерів цукрових буряків при плані 165 і 24 центнери зернових при плані 12. У 1947 році ланка отримало 813 центнерів цукрових буряків з 4 гектарів і 26 центнерів зернових з ділянки в 19 гектарів. У 1948 році ланка Ольги Гоноженко отримала 855 центнерів цукрових буряків з гектара. У 1949 році ланка зібрала 1515 центнерів і в 1950 році — 1633 центнерів буряків з гектара. Указом Президії Верховної Ради СРСР від 28 березня 1948 року удостоєна звання Героя Соціалістичної Праці з врученням ордена Леніна і золотої медалі «Серп і Молот».
З 1952 по 1955 рік-заступник голови колгоспу. У 1955-1958 роках агроном Кіровської МТС.
Неодноразово обиралася депутатом Талди-Курганської районної та обласної ради. Була делегатом IV з'їзду Компартії Казахстану.
З 1959 року персональний пенсіонер.
Нагороди
- два ордени Леніна (1948; 1949)
- Сталінська премія третього ступеня (1950) — за одержання високого врожаю цукрових буряків

## Джерело
- Герои Социалистического труда по полеводству Казахской ССР. Алма-Ата. 1950. 412 стр